# Breeders' Cup Turf Sprint
Groupe 1
Le Breeders' Cup Turf Sprint est l'une des épreuves de la Breeders' Cup. 
Ouverte aux chevaux de 3 ans et plus, et se déroule sur le gazon, sur la distance de 1 000, 1 100 ou 1 300 m (selon les hippodromes).
Ajoutée au programme de la Breeders' Cup en 2008, cette épreuve dotée de 1 000 000 $, courue le vendredi, a acquis le statut de groupe 1 en 2012.

## Records de victoires
Chevaux :
- 2 – Mizdirection (2012, 2013)
- 2 – Stormy Liberal (2017, 2018)

Jockeys :
- 2 – Mike Smith : Mizdirection (2012, 2013)
- 2 – Joel Rosario : Bobby's Kitten (2014), Stormy Liberal (2017)

Entraîneurs
- 3 – Peter Miller : Stormy Liberal (2017, 2018), Belvoir Bay (2019)

Propriétaires :
- 2 – Jungle Racing/KMN Racing et al.: Mizdirection (2012, 2013)
- 2 – Rockingham Ranch : Stormy Liberal (2017, 2018)

## Palmarès
| Année | Hippodrome       | Vainqueur          | Pays        | Père               | Jockey            | Entraîneur     | Propriétaire                       | Deuxième         | Troisième          | Distance | Temps   |
| ----- | ---------------- | ------------------ | ----------- | ------------------ | ----------------- | -------------- | ---------------------------------- | ---------------- | ------------------ | -------- | ------- |
| 2024  | Del Mar          | Starlust           | Royaume-Uni | Zoustar            | Rossa Ryan        | Ralph Beckett  | Fitri Hay                          | Motorius         | Ad Bullet          | 1 000 m  | 0'55"92 |
| 2023  | Santa Anita Park | Nobals             | États-Unis  | Noble Mission      | Gerrardo Corrales | Larry Rivelli  | Patricia's Hope LLC                | Big Invasion     | Aesop's Fables     | 1 000 m  | 0'55"15 |
| 2022  | Keeneland        | Caravel            | États-Unis  | Mizzen Mast        | Tyler Gaffalione  | Brad Cox       | Qatar Racing, Madaket Stable & al. | Emaraaty Ana     | Creative Force     | 1 100 m  | 1'01"79 |
| 2021  | Del Mar          | Golden Pal         | États-Unis  | Uncle Mo           | Irad Ortiz, Jr.   | Wesley Ward    | Coolmore & Westerberg              | Lieutenant Dan5  | Charmaines Mia     | 1 000 m  | 0'55"22 |
| 2020  | Keeneland        | Glass Slippers     | Royaume-Uni | Dream Ahead        | Tom Eaves         | Kevin Ryan     | Bearstone Stud                     | Wet Your Whistle | Leinster           | 1 100 m  | 1'01"53 |
| 2019  | Santa Anita Park | Belvoir Bay        | Royaume-Uni | Equiano            | Javier Castellano | Peter Miller   | Gary Barber                        | Om               | Shekky Shebaz      | 1 000 m  | 0'54"83 |
| 2018  | Churchill Downs  | Stormy Liberal     | États-Unis  | Stormy Atlantic    | Drayden Van Dyke  | Peter Miller   | Rockingham Ranch                   | World of Trouble | Disco Partner      | 1 100 m  | 1'04"05 |
| 2017  | Del Mar          | Stormy Liberal     | États-Unis  | Stormy Atlantic    | Joel Rosario      | Peter Miller   | Rockingham Ranch                   | Richards Boy     | Disco Partner      | 1 000 m  | 0'56"12 |
| 2016  | Santa Anita Park | Obviously          | Irlande     | Choisir            | Flavien Prat      | Philip D'Amato | A. Fanticola & J. Scardino         | Om               | Pure Sensation     | 1 300 m  | 1'11"33 |
| 2015  | Keeneland        | Mongolian Saturday | États-Unis  | Any Given Saturday | Florent Géroux    | Enebish Ganbat | Mongolian Stable                   | Lady Shipman     | Green Mask         | 1 100 m  | 1'03"19 |
| 2014  | Santa Anita Park | Bobby's Kitten     | États-Unis  | Kitten's Joy       | Joel Rosario      | Chad Brown     | Ken & Sarah Ramsey                 | No Nay Never     | Undrafted          | 1 300 m  | 1'12"73 |
| 2013  | Santa Anita Park | Mizdirection       | États-Unis  | Mizzen Mast        | Mike E. Smith     | Mike Puype     | Jungle Racing/KMN Racing & al.     | Reneesgotzip     | Tightend Touchdown | 1 300 m  | 1'12"25 |
| 2012  | Santa Anita Park | Mizdirection       | États-Unis  | Mizzen Mast        | Mike E. Smith     | Mike Puype     | Jungle Racing/KMN Racing & al.     | Unbridleds Note  | Reneesgotzip       | 1 300 m  | 1'11"39 |
| 2011  | Churchill Downs  | Regally Ready      | États-Unis  | More Than Ready    | Corey Nakatani    | Steve Asmussen | Vinery Stables                     | Country Day      | Perfect Officer    | 1 000 m  | 0'56"48 |
| 2010  | Churchill Downs  | Chamberlain Bridge | États-Unis  | War Chant          | Jamie Theriot     | Bret Calhoun   | Carl Moore Management              | Central City     | Unzip Me           | 1 000 m  | 0'56"43 |
| 2009  | Santa Anita Park | California Flag    | États-Unis  | Avenue of Flags    | Joe Talamo        | Brian Koriner  | Hi Card Ranch                      | Gotta Have Her   | Cannonball         | 1 300 m  | 1'11"28 |
| 2008  | Santa Anita Park | Desert Code        | États-Unis  | E Dubaï            | Richard Migliore  | David Hofmans  | Tarabilla Farms                    | Diabolical       | Storm Treasure     | 1 300 m  | 1'11"60 |